# De mottenvanger
De mottenvanger is het twaalfde stripverhaal uit de reeks van Suske en Wiske. Het is geschreven en voor het merendeel getekend door Willy Vandersteen. Het werd gepubliceerd in De Standaard en Het Nieuwsblad van 8 december 1948 tot en met 15 april 1949. 
De eerste albumuitgave was in 1957, destijds in de Vlaamse ongekleurde reeks. Het verhaal kreeg hier albumnummer 31. In 1973 is het opnieuw uitgebracht in de Vierkleurenreeks, nu met nummer 142. In 1994 verscheen de oorspronkelijke versie opnieuw in de reeks Suske en Wiske Klassiek. 
Voor dit verhaal putte Vandersteen sterk inspiratie uit de Griekse mythologie. Tevens was dit het eerste Suske en Wiske-verhaal dat zich voor een deel op een ander hemellichaam] afspeelde (hier  maan).

## Personages
- Suske, Wiske met Schanulleke, Lambik, tante Sidonia, Diana (godin van de jacht), Diogenes van Syrope[1] (slimme zot van de stad), Feniksen, Orakels, Tutofrutos (organisator van de Olympische Spelen), Pro-Pagandex[2] (Hamadryade bosnimf/de mottenvanger, dienaar van Mars)(heeft onzichtbaar lichaam), Schachtorex

## Locaties
- De Ardennen, de achterkant van de  maan, Parthenontempel, de berg Olympos

## Het verhaal
Na een voorstelling bij Pats' Poppenspel horen de vrienden over het vergaan van de wereld; er is een projectiel afgeschoten vanaf een andere planeet. De Sterrenwacht van Ukkel heeft het projectiel gezien in het sterrenbeeld Saturnus. 
De vrienden gaan de volgende dag op vakantie naar de Ardennen en zien ’s nachts een geheimzinnig figuur vlak bij hun kamp. Lambik hoort op de autoradio een bericht over een proefraket die door het Instituut voor Ruimte Onderzoek naar de maan is geschoten, en is neergekomen ergens in België. Na een achtervolging van de geheimzinnige figuur vinden de vrienden een raket en gaan naar binnen, ze merken niet dat het figuur/de "bosnimf" ook instapt. Lambik zorgt er per ongeluk voor dat de raket opstijgt en de "onzichtbare" bosnimf valt door een luik en wordt daar per toeval opgesloten. De bosnimf wil hen doden door de zuurstofaanvoer te stoppen, maar Lambik vindt gelukkig glazen helmen met cilinders met geperste lucht.
De vrienden landen op de maan. Wiske wil de achterkant van de maan bekijken, omdat die vanaf de aarde nooit zichtbaar is. Doordat de aantrekkingskracht veel minder sterk is dan op aarde kunnen de vrienden grote afstanden afleggen. De bosnimf vliegt dan met de raket weg en laat de vrienden achter op de maan. Ze denken daar te sterven, maar dan slaat een meteoor in en de vrienden worden weggeblazen, en ze ontwaken in een prachtig landschap. Wiske ontdekt dat ze kan ademen en vindt water. Samen met Suske komt ze in een Griekse tempel. De kinderen ontmoeten Diana, godin van de jacht, die hen vertelt dat verderop mensen wonen. Diana schiet een pijl af en vertelt dat een gevleugeld paard op de vrienden wacht op de plek waar deze neerkomt. Als de vrienden in problemen komen moeten ze een offer brengen in de tempel van de Olymposberg en er zal hulp komen. De vrienden vliegen op het paard naar een stad, deze lijkt precies op Athene uit het jaar 500 na Christus.
Wiske ziet hoe de bosnimf met de oliekandelaar motten vangt, maar ze wordt gezien als ze voorkomt dat de bosnimf een man slaat. De bosnimf gaat ervandoor en Wiske gaat naar de man, die haar vertelt dat hij Diogenes van Syrope is. Hij is de slimme zot van de stad en hij slaapt vrijwillig in een ton, omdat hij gelukkiger is zonder bezittingen. De vrienden mogen in zijn huis wonen in de Acropolissteeg 79. De vrienden ontdekken dat er twee volken met een oud-Griekse beschaving op de achterkant van de maan wonen; de (feministische)Feniksen en de (vrouwen-hatende)Orakels. Lambik verslaat per toeval een enorme man en wordt uitgenodigd om aanvoerder te worden bij een vijfkamp tegen de Orakels. De bosnimf wil de Olympische fakkel saboteren, zodat het sportfeest zal veranderen in een chaos. Lambik moet met een fakkel een ronde lopen ter ere van de tegenstanders.
Na de wedstrijden hardlopen, springen, vuistvechten en worstelen staan beide teams gelijk en het schijfwerpen zal de einduitslag brengen. Lambik wint de wedstrijd, maar dan klinkt een stem bij het vuur en de mensen horen dat de schijf van Lambik is uitgehold. Dat blijkt inderdaad zo te zijn, ook al is Lambik onschuldig.  Er breekt een gevecht uit en de kinderen gaan een offer brengen in de tempel bij het beeld van Zeus. Dan begint het hard te regenen en de vechtende mensen gaan uiteen. Lambik mag de nieuwe bewoonster van de Parthenontempel kiezen en dit wordt tante Sidonia, zij zal heersen als Keizerin van Feniksia. Lambik is kwaad omdat tante Sidonia een belangrijkere functie krijgt dan hij en gaat naar buiten. De bosnimf slaat hem neer en neemt hem mee, en de betrekkingen met Oraklia worden slechter. Suske kan Wiske uit Oraklia bevrijden, maar wordt zelf gevangengenomen. Wiske ziet de Mottenvanger ’s nachts op het strand, ze volgt hem en komt terecht in een groot gebouw.
Wiske ziet dat Lambik een brouwsel van de mottenvanger krijgt en komt daarmee in zijn macht. Wiske hoort dat Lambik tot keizer is uitgeroepen in Oraklia. Lambik is dus onder invloed en de mottenvanger draagt hem op Suske met een pijl te doden.("ik weet wel dat jij Suske bent, maar ik ben bezig met verblind te zijn, en herken je dus niet") Even later hangt Suske dood aan een pilaar. Wiske komt te laat en is ontroostbaar. Maar ze tracht toch het lijk naar Feniksia te brengen. Tot overmaat van ramp wordt ze aangevallen. Ze verdedigt zich, maar kan er nooit tegenop. Dan komt Suske opeens bij kennis, want de pijl was blijven steken op zijn identiteitsplaatje. Samen kunnen ze ontkomen. Lambik roept de bevolking van Oraklia op tot oorlog tegen Feniksia. Als tante Sidonia het verhaal van de kinderen hoort gaat ze zelf naar Oraklia en ondervraagt de mottenvanger, hij vertelt dat hij Pro-Pagandex is. Als voornaamste dienaar van Mars, de god van de oorlog, werd hij naar de aarde gezonden om te leren hoe hij een oorlog kon ontketenen. Het lukt de mottenvanger om tante Sidonia in een grot te slepen en hij laat haar ook een brouwsel drinken. Door het brouwsel wil tante Sidonia rijk worden en vechten en als Lambik binnenkomt beginnen ze een gevecht.
Pro-Pagandex komt tussenbeide en zegt tegen hen dat ze hun volken moeten ophitsen en dan wapens bij hem moeten kopen. Suske en Wiske worden opgesloten als tante Sidonia hoort dat zij niet willen meevechten. De volgende dag vertrekt een oorlogsvloot richting Oraklia en onder invloed van drank gaan beide legers elkaar te lijf. De Feniksen moeten zich terugtrekken en Suske en Wiske kunnen ontsnappen uit hun cel. Ze kunnen Sidonia in een kruik verstoppen en doen zich voor als de keizerin. Als de mottenvanger aankomt kunnen de kinderen hem verslaan en stoppen hem ook in een kruik. De kinderen rijden naar het huisje waar ze eerder een olievlek zagen en vinden daar het laboratorium van de mottenvanger. Tante Sidonia krijgt een tegengif en heeft spijt van haar wreedheden, ze laten het huis ontploffen zodat de mottenvanger niet meer slechte dingen met zijn drankjes kan uithalen.
Door de ontploffing breekt de kruik en de mottenvanger kan ontsnappen. Lambik gaat met zijn oorlogsvloot naar Feniksia en krijgt opnieuw een drankje van de mottenvanger. Suske en Wiske raken tante Sidonia kwijt als ze zich spoeden naar de stad en ze proberen de bewoners van de stad te kalmeren. Lambik blijkt Schanulleke van de mottenvanger te hebben gekregen en dreigt het popje met  paarden uit elkaar te laten trekken. Schanulleke wordt gered door een groep soldaten die door Suske wordt aangevoerd, maar dan proberen de Orakels de stadsmuur met stormrammen te doorbreken. De aanval van de Orakels kan lange tijd worden afgeslagen en tante Sidonia komt per toeval aan bij het oorlogsschip van Lambik. Ze neemt Lambik gevangen en brengt hem naar Feniksia. Dan zien de vrienden hoe een gebouw ontploft.
De mottenvanger merkt de volgende dag dat Lambik is verdwenen en zet zijn geheime wapen in. Lambik wordt erg bang en zweet de toverdrank zo uit, maar dan wordt de stadspoort getroffen door het geheime wapen. De Orakels vallen de stad binnen en Wiske bedenkt een plan. Ze laat de vrouwen met kinderen naar de soldaten gaan, die worden daardoor zachtaardig, en daardoor stopt het gevecht. De mottenvanger vuurt opnieuw een projectiel af, maar blijft er zelf aan hangen, vliegt mee, en stort neer. De mottenvanger zegt dat hij verslagen is nu er weer vrede in het land heerst, zijn kleding verbrandt en zijn geest zal opstijgen naar de Hoogste Rechter. De mottenvanger vertelt nog dat hij in zijn vorige leven een wapenhandelaar was, en door de beschaving zonder werk kwam zitten. Hij leerde op aarde dat je oorlog kan ontketenen door leugens en ophitsing, maar besefte dat de mensen ooit beter zouden weten. Daarom oefende hij mottenvangen, zodat hij iets te doen zou hebben als de oorlogen voorbij zouden zijn. De vrienden vinden de raket terug en gaan terug naar de aarde.

## Achtergronden
- De inkting van de laatste strokens werd verzorgd door François Joseph Herman, indertijd de eerste medewerker van Vandersteen bij de productie van de Suske en Wiske-verhalen.
- Lambik wordt Lambikares genoemd als hij keizer van Oraklia is, tante Sidonia is Sidonera als keizerin van Feniksia.
- In de oorspronkelijke versie heet de krachtpatser die Lambik uitdaagt: "Constantinus Lemarinex", een woordspeling op Constant le Marin, een destijds bekend Belgisch worstelaar.
- Onder meer de godin Diana en filosoof Diogenes maken hier hun opwachting. De gebeurtenis waarbij soldaten hun strijd staken wanneer hun vrouwen hen confronteren met hun kinderen is gebaseerd op het toneelstuk Lysistrate van Aristophanes.(al gaat dat wel héél anders)(er komen geen kinderen aan te pas)
- Het verhaal is als album pas uitgebracht na De dolle musketiers. Ten tijde van de oorspronkelijke publicatie van De mottenvanger in 1948-49 kwam Jerom nog niet in de strip voor. Bij de eerste albumuitgave, acht jaar later, is de tekst op het laatste plaatje gewijzigd waardoor Lambik nu Jeroms naam noemt.
- De raketten die de mottenvanger afvuurt zijn duidelijk een verwijzing naar V1 en V2- raketten.

### Trivia
Grap : In een plaatje waar ze alleen auto rijden zonder iets te zeggen, hangt er een bord aan een boom met de tekst "deze plaat hangt ondersteboven".